# فرانسیس هاوارد
فرانسیس هاوارد (انگلیسی: Frances Howard؛ ۴ ژوئن، ۱۹۰۳ – ۲ ژوئیه ۱۹۷۶) بازیگر اهل ایالات متحده آمریکا بود.
از فیلم‌ها یا مجموعه‌های تلویزیونی که وی در آن‌ها نقش داشته است، می‌توان به قو اشاره نمود.